# Ingeniørgeologi
Ingeniørgeologi er et fag, som ligger i grænseområdet mellem geoteknik og geologi. En geotekniker kan fx have til opgave at beregne størrelsen af de fundamenter, som skal bære vægten af et nyt hus. En ingeniørgeolog vil så beskrive de fysiske egenskaber, dannelsesmåden og alderen for de jordlag, hvor huset skal stå. Geoteknikeren og ingeniørgeologen vil herefter sammen kunne fastlægge jordens evne på dette sted til at bære vægten af et sådant hus, og dermed størrelsen af fundamenterne. På denne måde undgår man to uheldige følger af dårligt udført fundering: sætninger og brud. Sætninger opstår, når jorden under det nye hus presses sammen af husets vægt, så at huset synker, eller sætter sig, hvorved det typisk begynder at slå revner. Brud opstår, når husets vægt overstiger jordens bæreevne, så at jorden ‘går i stykker’, går i brud, under det nye hus, typisk med store skader på huset til følge.

## Generel fagbeskrivelse
Inden for ingeniørgeologi anvender man den geologiske videnskab til gavn for ingeniørarbejder, sådan at der tages passende hensyn til de geologiske forholds indvirkning på placering, udformning, konstruktion, drift og vedligeholdelse af bygge- og anlægsarbejder, såsom huse, broer, tunneler, veje, havne, havvindmøller o.l. Ingeniørgeologien har til formål at bidrage til, at bygværker af enhver art opføres sikkert og hensigtsmæssigt, og økonomisk og miljømæssigt forsvarligt.
Det ingeniørgeologiske arbejdsfelt ligger i grænseområdet mellem geologi og geoteknik, hvor der benyttes og udveksles viden og erfaring fra begge områder. Ingeniørgeologer undersøger de geologiske forhold i et byggeområde vha metoder, der både giver kendskab til jordlagenes mekaniske egenskaber og deres geologiske oprindelse og alder. Man klassificerer jorden efter standarder, som direkte kan anvendes ved geoteknisk dimensionering af bygværker, herunder hvordan bygværkets vægt mest hensigtsmæssigt overføres til underlaget, eller ved beregning af, hvordan geologiske processer og materialer påvirker bygværker, fx ved havne, kystsikringsanlæg eller offshore-installationer. Inden for EU er de tidligere nationale standarder, fx DgF Bulletin 1 i Danmark, DIN i Tyskland og BS i Storbritannien, nu erstattet af den fælles ISO-standard, suppleret med nationale tillæg, kaldet annekser. I USA benyttes ASTM-standard.
Ingeniørgeologiske undersøgelser udføres typisk både under planlægning og udførelse af byggeri, samt ved bygningssvigt som kan relateres til bundforholdene. Undersøgelsesresultater vil typisk foreligge som ingeniørgeologiske boreprofiler eller længdesnit, eller opmålinger og beskrivelser af udgravede flader, skråninger eller vægge, i alle tilfælde som en kombination af tekst-beskrivelser og talværdier for geotekniske (jord- eller fjeldmekaniske) parametre.
Ingeniørgeologer er geologer eller bygningsingeniører med særlig uddannelse og erfaring inden for dels geologiske processer og materialer og jords eller fjelds mekaniske egenskaber, dels hvordan disse faktorer påvirker bygværker (og omvendt), og endelig hvordan virkningerne af ugunstige naturlige eller menneskeskabte forhold på grænsen mellem jord og bygværk kan afbødes.

## Historie
De første ingeniørgeologiske lærebøger fremkom i USA og Storbritannien i slutningen af det 19. og begyndelsen af det 20. århundrede. I 1925 udgav østrigeren Karl von Terzaghi sin banebrydende lærebog om jordmekanik, og fire år senere var han medforfatter til en omfattende lærebog i ingeniørgeologi. I 1910 begyndte Imperial College i London at udbyde kurser i ingeniørgeologi, og fra 1964 udbød man sammesteds en hovedfagsuddannelse i faget.
I Danmark er ingeniørgeologiens fremkomst knyttet til Ellen Louise Mertz (1896-1987), som i årene omkring 1920 havde gennemført en - dengang ikke godkendt - uddannelse, hvor hun kombinerede discipliner fra geologi- og bygningsingeniør-studiet. Efter at rigsdagen i 1924 havde vedtaget at bygge en fast forbindelse over Lillebælt, ledede fru Mertz med succes de geologiske og laboratorietekniske undersøgelser af den problematiske jordart plastisk ler, som bropillerne skulle funderes i. I de følgende år, hvor hun dels var ansat på Danmarks geologiske Undersøgelse og dels på DSBs geotekniske laboratorium, kom hun til at spille en central rolle i opbygningen af en dansk ingeniørgeologisk ekspertice, og var medvirkende til oprettelsen i 1943 af Geoteknisk Institut, hvor hun frem til sin pensionering i 1969 forestod oplæring af nye generationer af ingeniørgeologer.

## Regionale forskelle
Det er karakteristisk, at de nationale ingeniørgeologiske (og for så vidt også geotekniske) fremgangsmåder og standarder, som op gennem det 20. århundrede opbyggedes rundt omkring i Europa, ofte er indbyrdes ret forskellige, hvilket formentlig for en stor dels vedkommende skyldes de vekslende geologiske forhold fra land til land.
I det grundfjeldsprægede nordlige Skandinavien er karakterisering af sprækker og svaghedszoner i fjeldet af stor betydning, ligesom kortlægning og forståelse af de gerne meget slappe unge aflejringer, som her ofte dækker fjeldet.
Det nordtyske og polske (og i denne sammenhæng også danske og skånske) lavlandsområde er stærkt præget af istidsaflejringer. Her træffes sjældent fjeld, men i meget højere grad vekslende lag af forholdsvis fast moræneler og ret tætte grovkornede smeltevandsaflejringer, samt finkornet, vindaflejret løss, vekslende med yngre organiske lag og unge flodaflejringer. Her har forståelsen af disse løsjordsaflejringers sammensætning og indbyrdes placering og deres meget forskellige geologiske oprindelse og alder stået som den centrale udfordring.
I det sydlige Europa, som kun i ringe grad er præget af istidsaflejringer, forekommer ofte fjeldterræn med vekslende ler- og kalkbjergarter af ret forskellig hærdningsgrad, præget af kraftig forvitring og tilmed ofte karst-dannelse, og her er fjeldets grad af opsprækning, nedbrydning og forvitring af central betydning.
I alle kuperede eller bjergrige områder, hvor skråninger består af svage eller forvitrede jord- eller bjergarter, er fastlæggelse af skråningsstabilitet i almindelighed og vurdering af risikoen for jord- og stenskred i særdeleshed en klassisk ingeniørgeologisk disciplin. I Danmark gælder dette især skråninger i plastisk ler, hvor der i terræn med hældninger på 15˚ og derover kan udløses skred, specielt i perioder med megen nedbør.

## Typiske ingeniørgeologiske problemstillinger
Ofte stilles man som ingeniørgeolog over for opgaver, som ligner tidligere opgaver, idet bestemte problemstillinger har det med at gå igen fra byggeplads til byggeplads. Meget ofte erhverves ingeniørgeologiske færdigheder gennem den erfaringsopsamling, som kommer fra løsning af gentagne, lignende opgaver.

### Sand- eller lerlag?
Sandpartikler og lerpartikler opfører sig i jordmekanisk henseende ret forskelligt, når de udsættes for belastning. Når bygværker skal funderes, er det derfor afgørende at vide, om det er sand- eller lerlag, som skal bære bygværket. En erfaren ingeniørgeolog vil ofte blot med sine fingre kunne mærke, hvorvidt jorden skal opfattes sand eller ler, også i de hyppige tilfælde, hvor jorden består af en blanding af sand- og lerpartikler.

### Intakte lag eller fyldlag?
Ved menneskelig aktivitet, især i byområder, er store mængder af jord gennem tiden blevet bortgravet og udlagt på nye steder, som såkaldt fyld. Sådanne lag har ikke (nødvendigvis) de samme gode jordmekaniske egenskaber som intakte lag, der ikke er blevet forstyrret ved menneskelig indgriben. Ud fra visuel-manuel (dvs vha øjne og fingre) karakterisering af jorden, kombineret med studier af gamle kort over området, vil ingeniørgeologen normalt kunne afgøre, om jorden er intakt eller fyld.

### Postglaciale eller glaciale lag?
I tidligere isdækkede områder, som det danske, vil jordlagene fra denne tid, kaldet glaciale lag, gennem lang tid have været dækket af tykke gletsjere, som har sammenpresset dem, så de stadig i dag har en bedre bæreevne end hvis de ikke havde været dækket af is. Man siger at lagene er forkonsoliderede. Dette gælder dog ikke de yngre (postglaciale) lag, som først er dannet efter at isen smeltede og forsvandt. Det er derfor væsentligt for ingeniørgeologen at bestemme jordlagene alder, så deres grad af forkonsolidering kan fastlægges.

## Ingeniørgeologisk uddannelse
I modsætning til USA, Storbritannien og Tyskland har der aldrig været nogen selvstændig ingeniørgeologisk uddannelse i Danmark. Her har sædvanen i stedet været med baggrund i en geolog- eller geotekniker-uddannelse gennem praktisk erfaring at tilegne sig ingeniørgeologiske færdigheder.
Geotekniske uddannelser udbydes i dagens Danmark på DTU-BYGs Sektion for Geoteknik og Geologi, og på Aalborg Universitets Institut for Byggeri og Anlæg, Sektionen for Vand og Jord. Geologiske uddannelser udbydes på Københavns Universitets Institut for Geovidenskab og Naturforvaltning, Sektion for Geologi, og på Aarhus Universitets Institut for Geoscience.